# Varchar
Um campo de caracter variável ou variável é um conjunto de dados de caracteres de comprimento indeterminado. O termo varchar refere-se a um tipo de dados de um campo (ou coluna) em um sistema de gerenciamento de banco de dados que pode conter letras e números. Campos varchar podem ser de qualquer tamanho, até o limite, que varia de acordo com as bases de dados: um banco de dados  Oracle 9i tem um limite de 4000 bytes, um banco de dados MySQL tem um limite de 65.535 bytes (para a linha inteira) e o banco de dados  Microsoft SQL Server 2005 tem um limite de 8000 bytes (a menos que o varchar(max) seja usado, que tem uma capacidade máxima de armazenamento de 2 gigabytes).